# Nitzsche
Nitzsche ist ein deutscher Familienname.

## Herkunft und Bedeutung
Nitz(sche): Variante von Nitsch, Nitsche, Nitschke und Nitzschke.

## Namensträger
- August Emil Nitzsche (1869–1931), deutscher Politiker (SPD)
- Dietrich Nitzsche (1934–2018), deutscher Bildhauer
- Ela Nitzsche (* 1959), deutsche Schauspielerin und Synchronsprecherin
- Gunther Nitzsche (* 1936), deutscher Agrarwissenschaftler, Tierzuchtleiter und Museumsleiter
- Helmut Nitzsche (1914–2002), deutscher bildender Künstler und Glasmaler
- Henry Nitzsche (* 1959), deutscher Politiker, MdB
- Jack Nitzsche (1937–2000), US-amerikanischer Filmmusik-Komponist
- Johannes Nitzsche (1879–1947), Konstrukteur von Kinoprojektoren
- Klaus Nitzsche (* 1943), deutscher Sportwissenschaftler und Hochschullehrer
- Kristine Nitzsche (* 1959), deutsche Leichtathletin
- Martin Nitzsche (* 1911), deutscher SS-Führer im Reichssicherheitshauptamt
- Max Nitzsche (* 1915), deutscher Journalist
- Peter Nitzsche (* 1978), deutscher Schauspieler
- Rainar Nitzsche (1955–2023), deutscher Biologe, Schriftsteller und Verleger
- Regina Nitzsche (* 1951), deutsche Schauspielerin, Synchron- und Hörspielsprecherin
- Reinhard Nitzsche (* 1936), deutscher Chemiker
- Rolf Nitzsche (Radsportler) (1930–2015), deutscher Bahnradsportler
- Rolf Nitzsche (Fußballspieler) (* 1937), deutscher Fußballspieler
- Thomas Nitzsche (* 1975), deutscher Politiker (FDP), Oberbürgermeister von Jena